# 10659 Зауерланд
10659 Зауерланд (10659 Sauerland) — астероїд головного поясу, відкритий 26 березня 1971 року.
Тіссеранів параметр щодо Юпітера — 3,194.